# アーマークラス
アーマークラス (英: Armor Class、略してAC)とは、いくつかのロールプレイングゲームにおいて用いられている概念で、戦闘の際にキャラクターにダメージを与えることがどれだけ難しいかを示すデータのことである。多くのゲームでは、今日アーマークラスの代わりに「防御力」「守備力」「回避力」などさまざまな名称を用いることがあるが、ゲームによってその定義や運用は異なる。

## システム
アーマークラスは「キャラクターに、敵からの攻撃を避けられる機敏さがどれだけあるか」「着ている防具に、攻撃を受け流せる性能がどれくらいあるか」の二つをまとめて扱う概念であり、すばやく動けるキャラクターや頑丈な鎧を着ているキャラクターはアーマークラスが優れていると扱われる。アーマークラスが優れているほどそのキャラクターにダメージを与える攻撃を行える確率は低くなる。計算された確率により攻撃が命中した場合、そのキャラクターに有効なダメージが与えられたとされる。「有効なダメージ」はほとんどのロールプレイングゲームではヒットポイントを減少させるものとして扱われる。

## 歴史
アーマークラスとヒットポイントのコンセプトはアメリカ南北戦争の海戦を題材にしたウォーゲームである「Ironclad」のルールを起源とする。世界初のテーブルトークRPGであるダンジョンズ&ドラゴンズの共同制作者デイヴ・アーンソンは、彼が最初の版のD&Dを書く前に、彼が短期的に走らせていたミニチュアゲームにこのコンセプトを採用した。
ダンジョンズ&ドラゴンズ（D&D）の最初の版でアーマークラスの概念がもちいられ、それ以降、D&Dに由来するおびただしい数のロールプレイングゲームで、「アーマークラス」システムやその変形が使用されている。D&Dとは無関係な多くのゲームで用語が使用され、キャラクターの能力を表現するために、損傷を避けるためか、受けたダメージを減少させるためにも使用されている。
コンピューターRPGでは、ウィザードリィシリーズなどで「アーマークラス」システムが採用されている。「ウィザードリィ」のマニュアルによれば、アーマークラス10は裸と同じで、マイナス10はシャーマン戦車の装甲に匹敵するという。

## ダンジョンズ&ドラゴンズ
ダンジョンズ&ドラゴンズの初期の版では、防具を何も装備していない平均的な人間は10のアーマークラスを持ち、防具はキャラクターのアーマークラスを低下させた（たとえば、アーマークラス10の人間がプレートメイルを着ると、アーマークラスが3になる）。強力なクリーチャーは常に0かそれ以下のアーマークラスを持っていた。
アドバンスト・ダンジョンズ&ドラゴンズでは、キャラクターやモンスター能力で打撃が成功する基準として「THAC0」が用いられ、これは20面体のサイコロで"To Hit Armor Class 0."つまりアーマークラス0に命中させるための最低限の出目を意味し、「タコ」と呼ばれた。他のアーマークラスに命中させるには、THAC0からアーマークラスの分の出目を減算する必要があった。THAC0より高いアーマークラスには、より多くのヒットが成功する可能性が高い。このシステムはAD&D第2版で戦闘の結果表を置き換えたが、しかし2000年のダンジョンズ&ドラゴンズ第3版では公式に放棄された。
ダンジョンズ&ドラゴンズ第3版では、「アーマークラス」システムは効果的に反転された。防具を装備していない人間のアーマークラスは10のままだが、しかし鎧を着たり盾を装備するとアーマークラスが増加するようになった。（たとえば、アーマークラス10の人間がフル・プレートを着ると、アーマークラスが18になる）つまり、それまでの版でアーマークラス0だったクリーチャーは、第3版では逆のアーマークラス20に相当する。このシステムは、後の第4版のルールに続く。様々な要因は、両方のシステムでアーマークラスに影響を与える。例えば、キャラクターの「敏捷性」能力値や、様々な戦闘テクニックの使用（受け流しなど）、そして着ていた鎧の品質や材料組成などである。キャラクターが攻撃を命中させるためには、20面体のサイコロの出目に攻撃側キャラクターの能力修正などを加算した値がアーマークラス以上であればよいというシンプルな形になり、以前の版のルールにあったようなTHAC0による表計算は撤廃された。